# Shlomo
Shlomo (hebraisk: שלמה [sjlomo], dansk: Guds fred) er et populært hebraisk drengenavn i Israel og også det moderne hebraiske navn for den bibelske person Salomon. 

## Kendte personer med navnet Shlomo
- Shlomo Kleit

| Fornavne | Spire Denne artikel om et fornavn er en spire som bør udbygges. Du er velkommen til at hjælpe Wikipedia ved at udvide den. |